# Onna-bugeisha
Una Onna-bugeisha (女武芸者|女武芸者) era un tipus de guerrera descendent de la noblesa del Japó. Aquestes dones van lluitar al costat dels homes samurai principalment en temps de necessitat. Eren membres de la classe  bushi  (samurai) del Japó feudal i es van formar en l'ús de les armes per protegir la seva llar, la seva família i l'honor en temps de guerra. Les onna-bugeisha més famoses foren Tomoe Gozen, Nakano Takeko i Hōjō Masako, si bé n'hi hagué moltes més.

## Història

### Historia antiga
Molt abans de l'aparició de la classe samurai, els combatents japonesos estaven altament entrenats en el maneig de l'espasa i la llança. Les dones aprengueren a usar la naginata, el kaiken o el tanto en la batalla. Aquest entrenament garantia la protecció a les comunitats que mancaven de combatents masculins. Una d'aquestes dones, més tard coneguda com l'emperadriu Jingu (169-269 DC), va utilitzar les seves habilitats per inspirar canvis socials i econòmics. Fou reconeguda com l'onna-bugeisha que va dirigir una  invasió de Corea l'any 200 DC després que el seu marit Chūai, el catorzè emperador del Japó, fos mort durant la batalla.
Segons la llegenda, va dirigir miraculosament una conquesta japonesa de Corea sense vessar ni una gota de sang. Malgrat les controvèrsies que envolten la seva existència i els seus èxits, va ser un exemple de l'onna-bugeisha per excel·lència. Anys després de la seva mort, Jingū va poder transcendir les estructures socioeconòmiques inculcades al Japó: el 1881, es va convertir en la primera dona que va aparèixer en un bitllet japonès. Dissenyada per aturar la falsificació, la seva imatge va ser impresa en un paper  oblong.

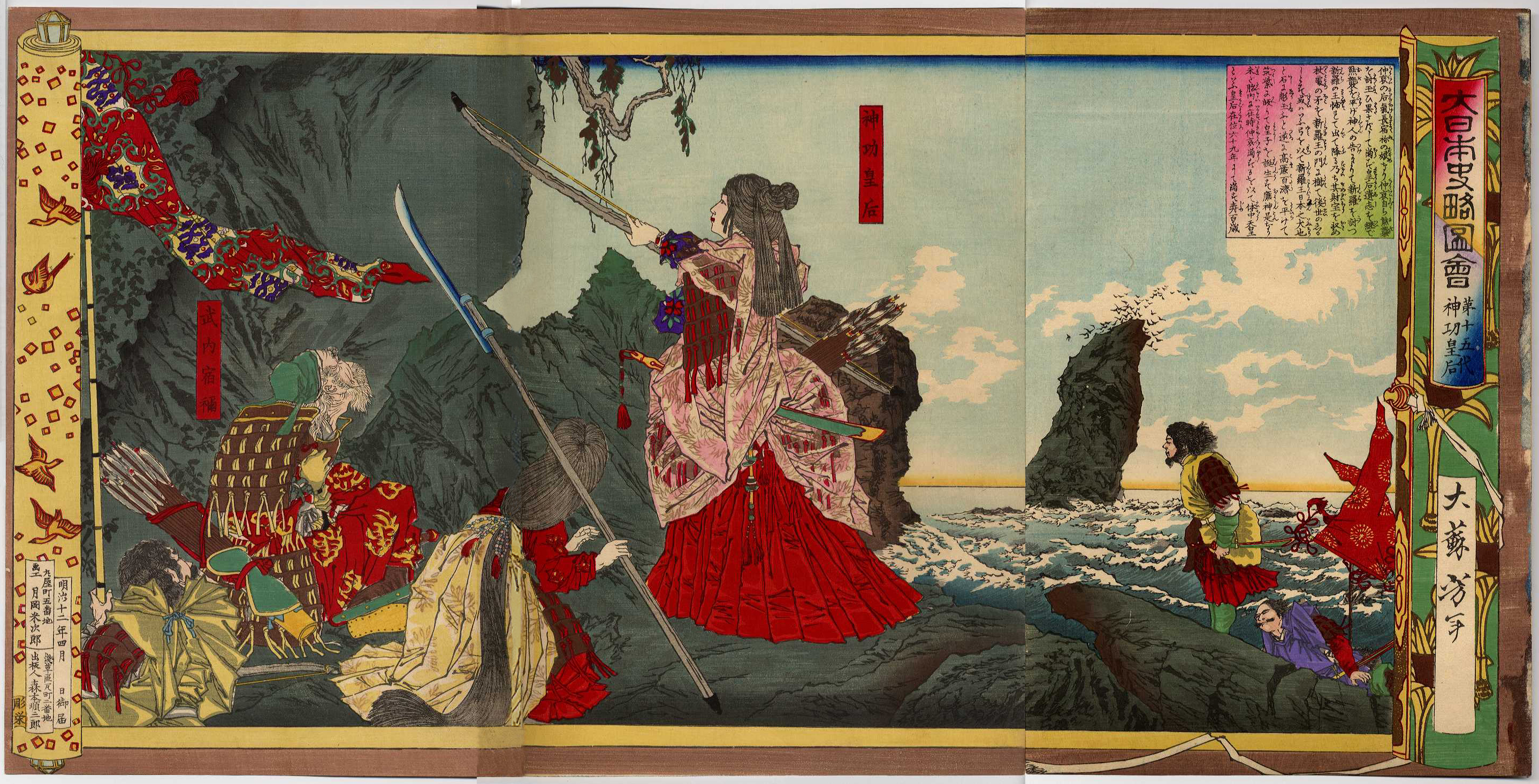
L'Emperadriu Jingu en la campanya de Corea

### Període Kamakura

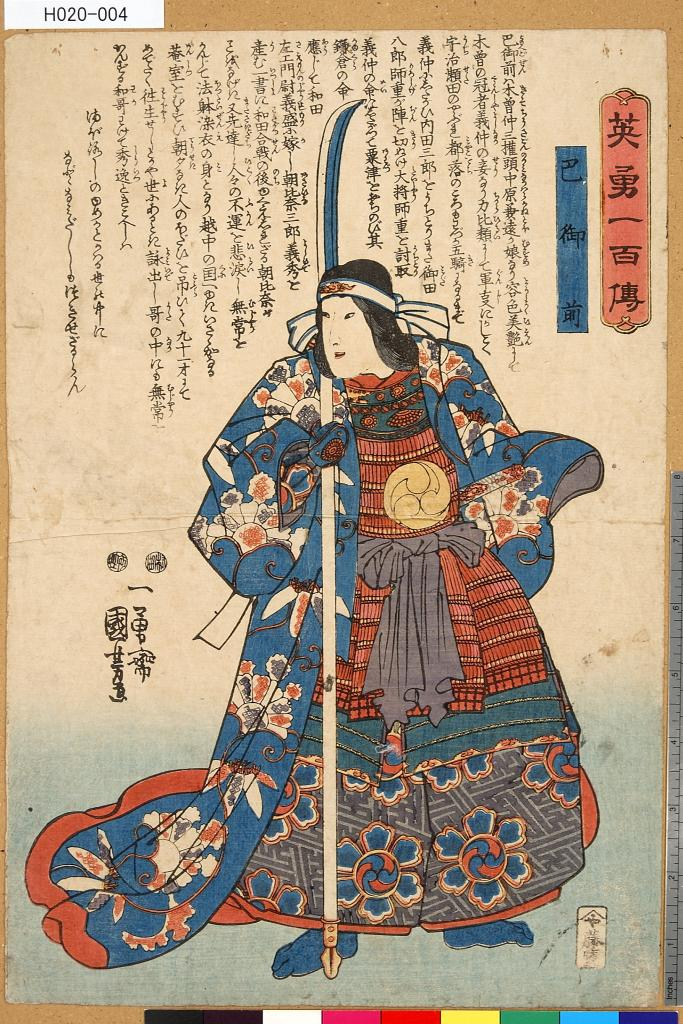
Tomoe Gozen

La Guerra Genpei (1180–1185) marcà la guerra entre el clan Taira (Heike) i el clan Minamoto (Genji) clans; dos dels principals clans japonesos de finals del període Heian. L'obra èpica La història de Heike fou composta a principis del segle xiii per tal de commemorar les històries de coratge i devoció samurai. Entre ells estigué Tomoe Gozen, servent de Minamoto no Yoshinaka del clan Minamoto. Assistí a Yoshinaka en la defensa contra les forces del seu cosí Minamoto no Yoritomo, especialment durant la batalla d'Awazu el 21 de febrer de 1184.
La història de Heike, escrita a principis del segle xiv, la descrivia com: "especialment bonica, de pell blanca, cabells llargs i característiques encantadores. També era una arquera notablement forta i, com a espadatxina, valia tant com mil guerrers, preparada per a enfrontar-se a déus o a dimonis, ja fos a peu o a cavall. Podia cavalcar cavalls sense ensinistrar de manera excel·lent pels llocs més perillosos. Quan la batalla era imminent, Yoshinaka la enviava com a la seva primera capitana, equipada amb una armadura resistent, una espasa imponent i un poderós arc; i ella realitzava més accions valeroses que qualsevol dels seus altres guerrers.

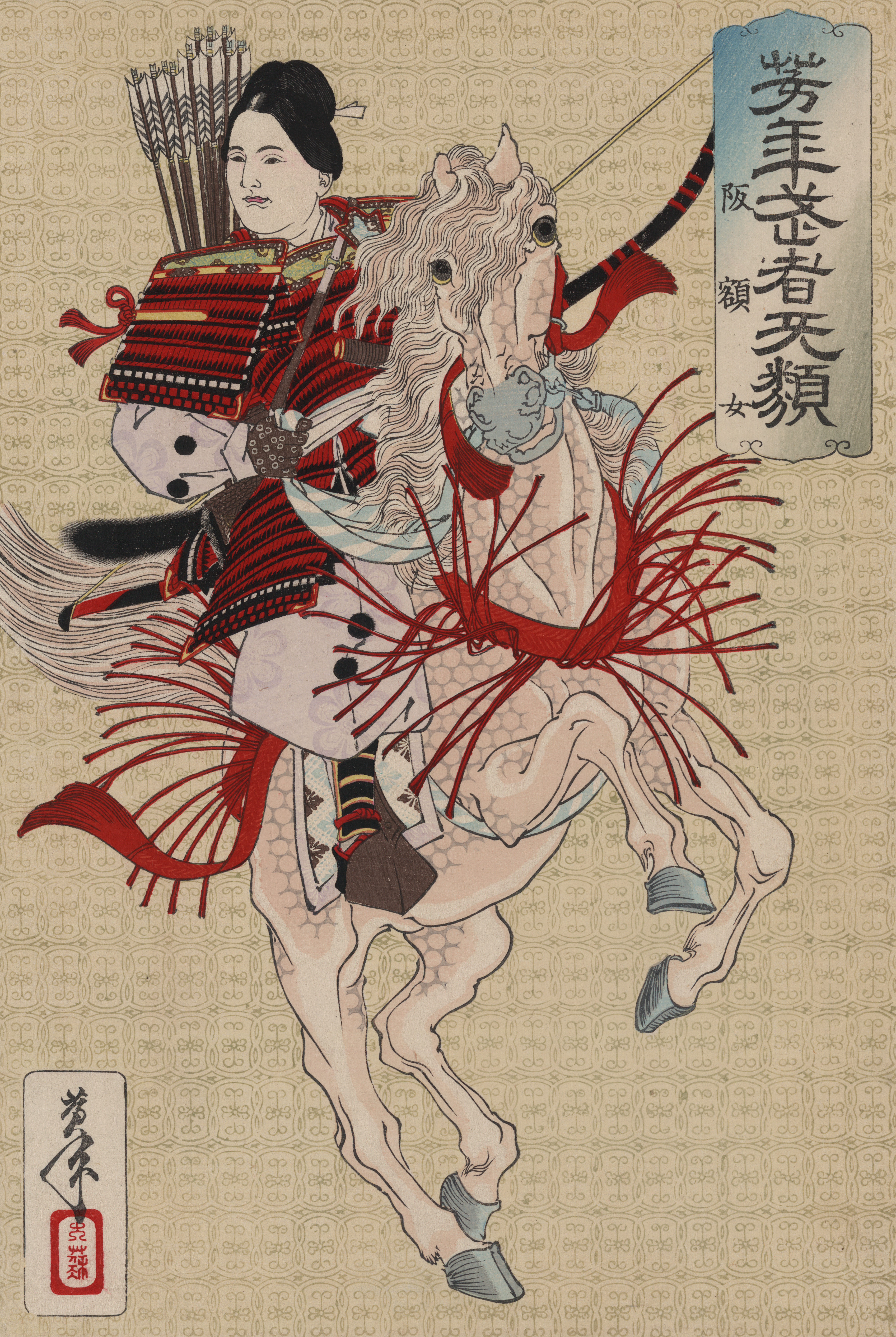
Hangaku Gozen

Tot i que no s'ha demostrat que fos una figura històrica, Tomoe Gozen va afectar bona part de la classe guerrera, incloent moltes escoles tradicionals de naginata. Les seves accions en batalla també van rebre molta atenció en obres de teatre com Tomoe no Monogatari i diverses ukiyo-e. A mesura que passava el temps, la influència de l'onna-bugeisha va anar creixent a tots els nivells, des de la pintura fins a la política. Mentre que Tomoe Gozen era una aliada del clan Minamoto, Hangaku s'alià amb el clan Taira. L'existència d'aquestes dues grans generals femenines confirma que l'estat de la dona durant aquesta època era molt menys desigual que els períodes futurs. Es creu que altres dones actuaren com a samurais durant aquest període, però moltes d'elles han estat omeses de la història.
En èpoques passades era més freqüent veure dones regnant com a emperadrius, però això canviaria en el futur durant la Restauració Meiji. Al llarg de la història japonesa les dones, tot i que no es convertien en general en cap dels respectius clans samurai, sovint els governaven de facto.
Després que Heike assolís el control de les províncies occidentals del Japó, el shogunat Kamakura (1185–1333) quedà aviat sota el domini de Minamoto no Yoritomo. Després d'ell la seva dona, Hōjō Masako, exercí la regència de la família Hōjō durant uns anys, convertint-se en la primera onna-bugeisha amb un paper preeminent en l'àmbit polític. Masako esdevingué després una bhikkhuni, un destí tradicional de les vídues de samurais, i continuà la seva vida política, influint el destí dels seus fills Minamoto no Yoriie i Minamoto no Sanetomo, el segon i el tercer shōgun, i del clan Hōjō dins la cort del shogun.
Gràcies als esforços col·lectius de Masako i alguns titelles polítics, a principi del segle xiii les lleis imperants en la cort del shogun permeteren a les dones els mateixos drets d'herència que els seus germans. Tot que el rol principal a l'antic Japó continuà essent el de suport de la família i els seus marits, adquiriren un major estatus dins la llar. Aquestes lleis també permeteren a les japoneses controlar finances, llegar propietats, mantenir les seves cases, dirigir als servents i criar als seus fills amb una formació samurai pròpiament dita. També s'esperava d'elles que defensessin la seva llar en temps de guerra.

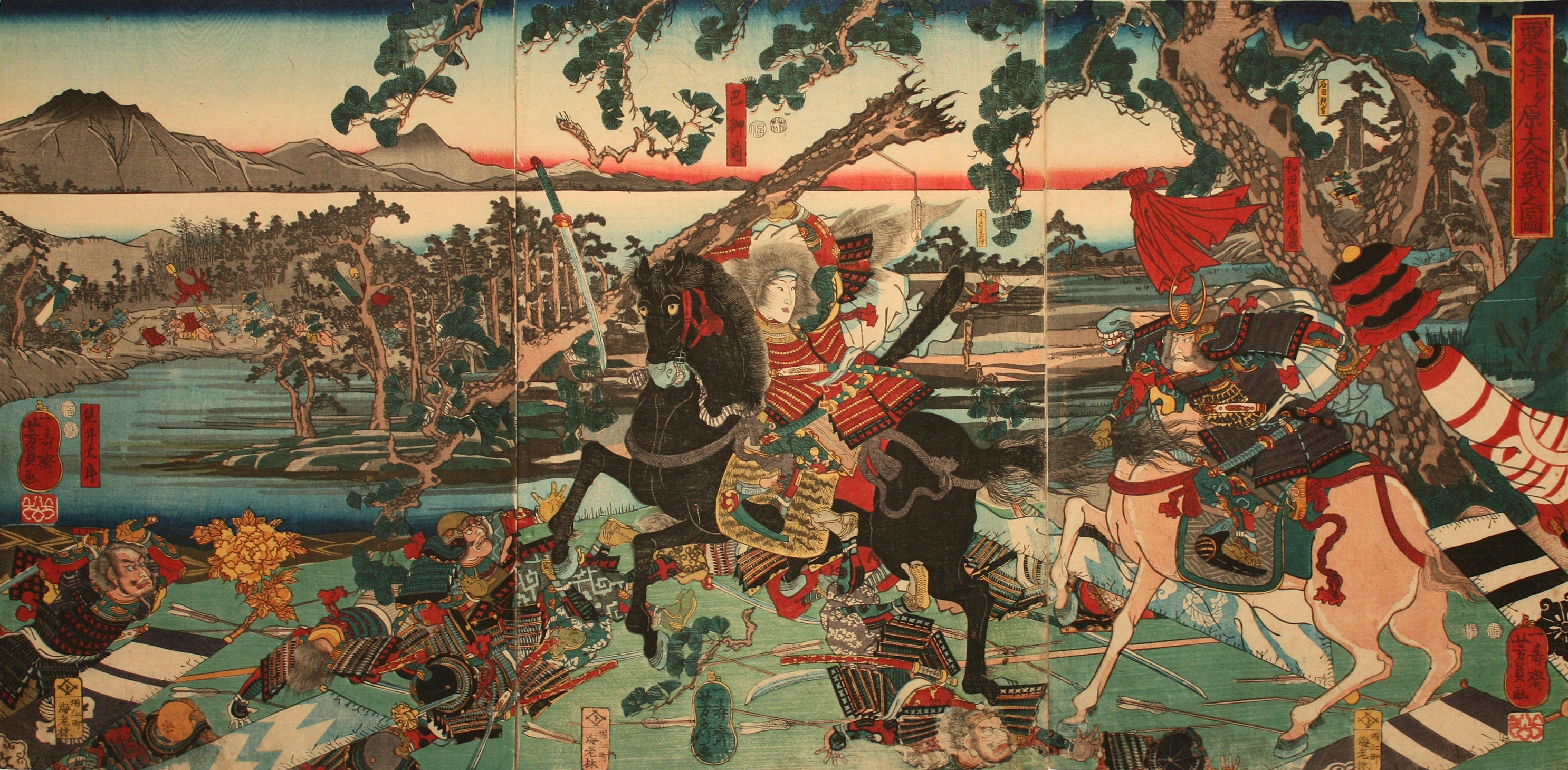
Tomoe Gozen en la batalla de Awazu

### Període Sengoku
Durant el shogunat Ashikaga, a causa de les tensions entre els diferents vassalls del shogun, el Japó tornà a la guerra. En 1460 Ashikaga Yoshimasa abdica a favor del seu germà menor Ashikaga Yoshimi, en contra de la manifesta oposició de Hino Tomiko (l'esposa de Yoshimasa). Tomiko cercà suports polítics i militars per tal de poder governar com a regent fins al naixement del seu fill, assegurant-se el suport de Yamana Sōzen i altres líders de poderosos clans samurais. Acte seguit declarà la guerra a Yoshimasa i els seus aliats, especialment el clan Hosokawa. La seva disputa per la successió inicià la guerra Ōnin (1467-1477) i el període Sengoku

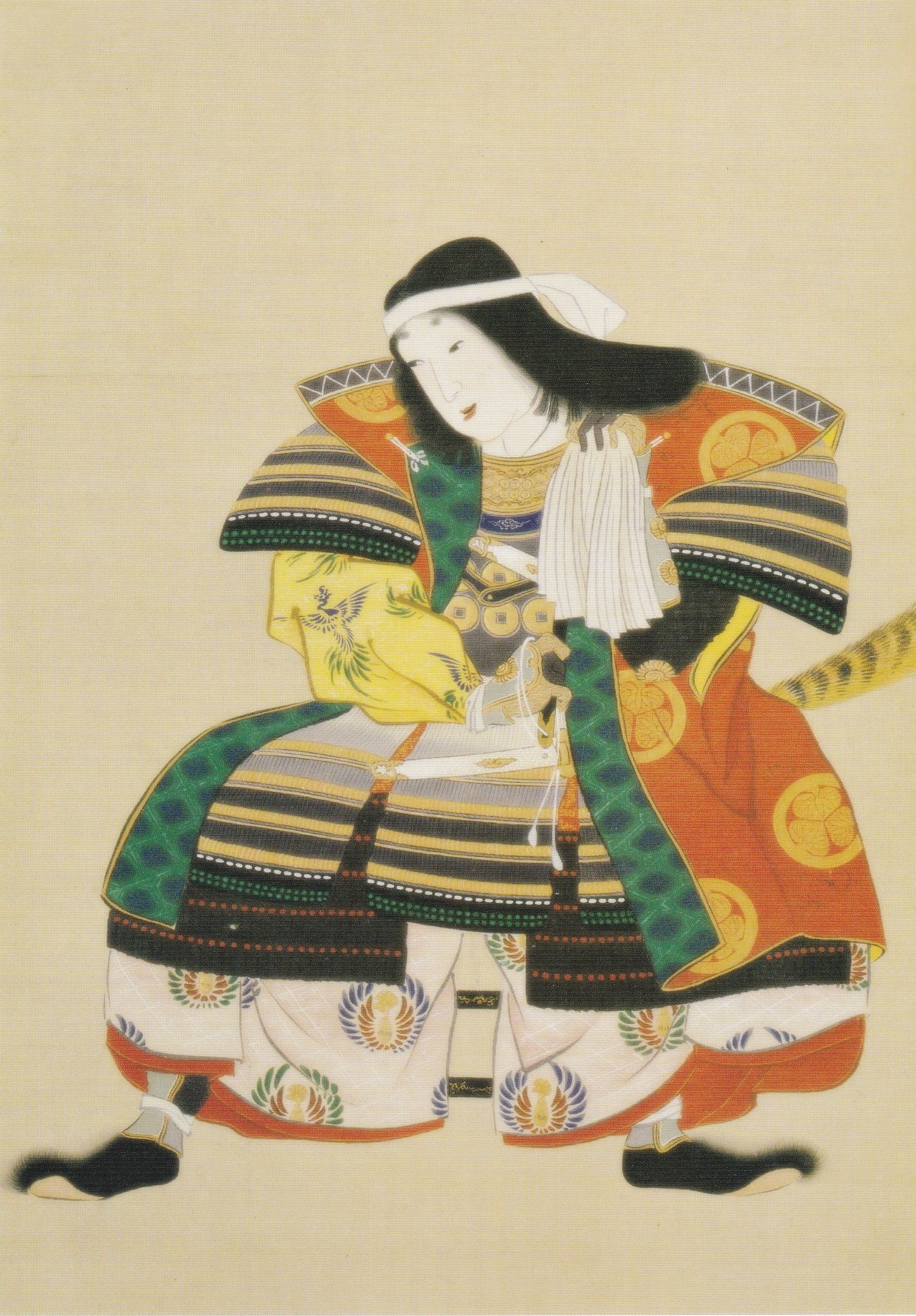
Komatsuhime, lluità en el setge de Ueda i desafià a Sanada Masayuki i a Sanada Yukimura a l'entrada del castell de Numata.

Durant el període Azuchi–Momoyama, a mesura que els daimyos se centraven únicament en els seus propis interessos i lluitaven contra els altres pel territori, moltes dones, algunes nobles i d'altres, fins i tot, pageses membres de l'Ikkō-ikki, l'Ikkō-shu, el Saika Ikki i altres sectes Ikki, anaren al camp de batalla. És el cas d'Ichikawa no Tsubone, l'esposa d'un vassall del clan Mōri que, en 1569, assumí la responsabilitat de la defensa del castell de Konomine, juntament amb les seves donzelles, quan el seu marit s'absentà per a acudir a la crida del seu senyor.
Els atacs als yamashiro (castells de muntanya), les fortaleses característiques dels daimyos, proporcionaren a les dones moltes oportunitats indesitjades de dedicar-se a la defensa i patir el sacrifici final si queia el castell. Les dones van participar en batalles fins a la unificació del Japó per part de Toyotomi Hideyoshi. El 1591, diverses dones van defensar el castell de Kunohe fins i tot quan s'incendià durant la rebel·lió de Kunohe. El suïcidi a l'interior d'un castell cremant era l'últim acte de lleialtat per a una dona de classe samurai.
Durant el període Sengoku trobam nombroses referències de dones en els camps de batalla, com és el cas de Myorin, que inspirà a la gent per a combatre contra 3.000 soldats del clan Shimazu; Kaihime, qui s'enfrontà al clan Toyotomi en el Setge del castell Oshi el 1590; Onamihime, qui esdevingué la cap del clan Nikaidō i lluità en varies batalles contra el seu nebot Date Masamune; Akai Teruko, que es feu famosa per combatre tot i el seus 76 anys, i que fou coneguda com «la Dona més forta del període dels estats en guerra». L'heroica Tsuruhime, considerada la «Joana d'Arc japonesa», també és una dels molts exemples de com les onna-bugeisha jugaren un paper crucial en la història del Japó.

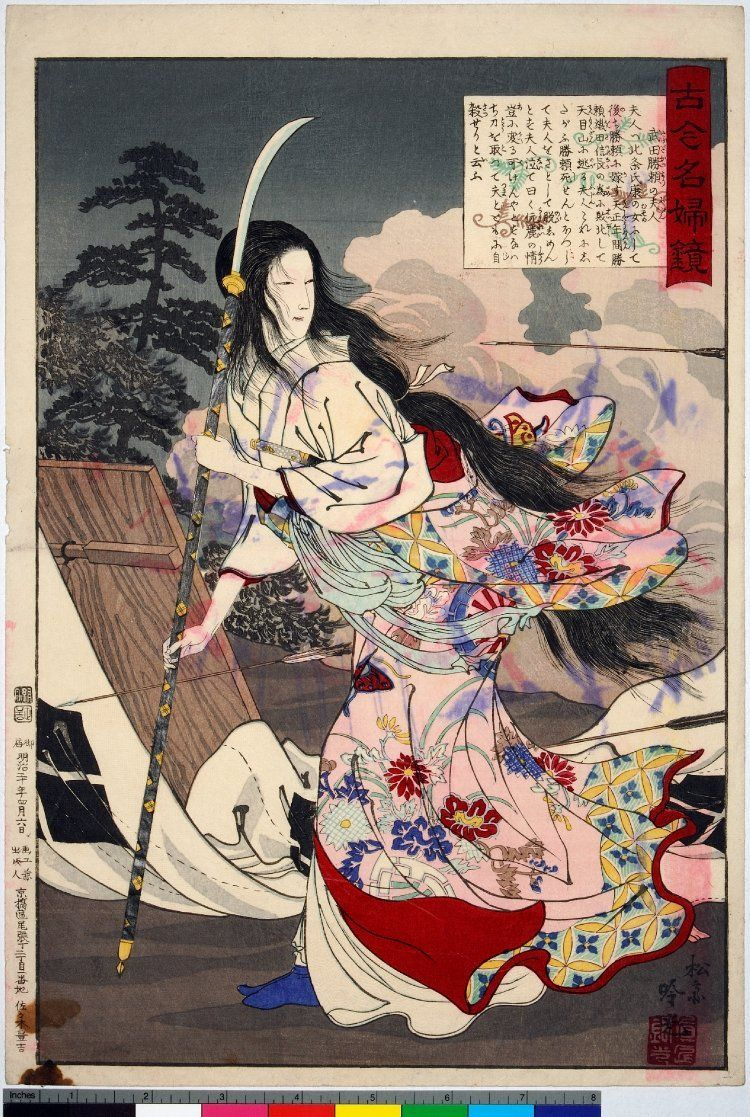
Hojo Masako (esposa de Takeda Katsuyori) portant una naginata en la batalla de Tenmokuzan.

Les dones japoneses eren educades per a ser esposes i mares. Tot i que la majoria d'elles sabia de política, arts marcials i diplomàcia, no se'ls permetia accedir al lideratge del clan. Tanmateix hi hagué excepcions, com el d'Ii Naotora, que es va fer càrrec del lideratge del clan després de la mort de tots els homes de la família Ii. Els seus esforços com a líder van independitzar el seu clan i es va convertir en una daimyō. De fet, hi va haver moltes dones nobles amb una gran influència política en els seus clans, fins i tot convertint-se en la líder  de facto, però només unes poques es van dedicar a la guerra.
Durant el segle xvi, hi havia unitats formades només per dones, com va ser el cas d'Ikeda Sen que va dirigir 200 dones  mosqueteres (unitat de teppos) a la Batalla de Shizugatake i la batalla de Komaki i Nagakute. Otazu no kata lluità acompanyada de18 donzelles guerreres contra les tropes de Tokugawa Ieyasu's. Ueno Tsuruhime liderà 34 dones en una càrrega suïcida contra l'exèrcit Mōri. Tachibana Ginchiyo, líder del clan Tachibana lluità amb les seves guerreres en la Campanya de Kyūshū (1586) i, en el setge de Yanagawa (1600), organitzà la resistència formada per monges contra avanç de l'exèrcit oriental a la batalla de Sekigahara. Sempre s'havia assumit que aquestes dones guerreres eren una minoria, però estudis recents mostren que les dones estigueren sempre presents en els camps de batalla. Les samurai no lluitaren només en la defensa del castell o la llar, sinó que també viatjaren amb altres homes a la conquesta de territoris.

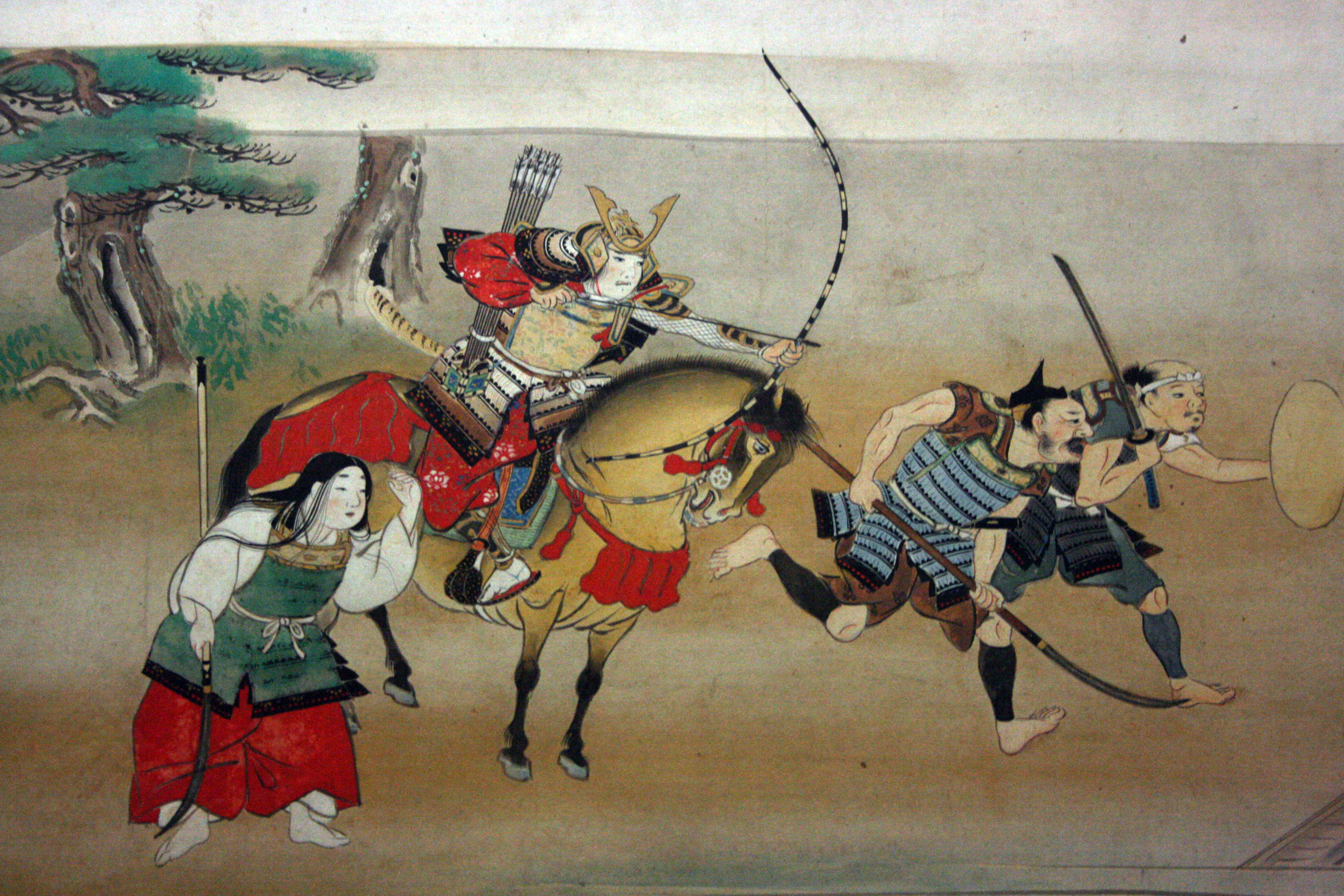
Dones samurai en batalla amb homes (il·lustració del).

Durant aquesta era, existiren també dones ninja anomenades Kunoichi. La seva formació es diferenciava de la dels ninges masculins, tot i que també tenien un nucli en comú (per exemple en arts marcials com ara el taijutsu, el kenjutsu o el ninjutsu). Un exemple acceptat històricament és Mochizuki Chiyome, una noble del segle xvi que va rebre l'encàrrec del cap de guerra Takeda Shingen de reclutar dones per crear una xarxa secreta de «centenars d'espies».
Es creu que moltes més dones van participar en batalles que les escrites en els registres històrics. Per exemple, les proves d'ADN a 105 cossos excavats de la batalla de Senbon Matsubaru, de 1580, en la que s'enfrontaren Takeda Katsuyori i Hōjō Ujinao, van revelar que 35 eren de dones. Es van fer altres excavacions a zones on es van lliurar batalles lluny dels castells. Són freqüents les víctimes femenines en setges, però segons estudis recents demostren que el 30% dels cadàvers de les batalles fora dels castells també eren dones. Segons l'historiador Stephen Turnbull, els detalls de l'excavació confirmen que gairebé sempre hi havia onna-bugeishas en els camps de batalla.

### Període Edo i posterior
A causa del neoconfuncionisme del període Edo (1600-1868), l'estatus de les onna-bugeisha va disminuir significativament. La seva funció va anar canviant a mesura que els samurai ja o es preocupaven tant de la guerra i les batalles i es convertien en buròcrates. Les dones, especialment les filles de la majoria de famílies de la classe alta, aviat es convertiren en peons en els jocs de poder i èxit. Els ideals rugents de devoció desinteressada i sense por van ser substituïts gradualment per una obediència civil, passiva i silenciosa.
Els viatges durant el període Edo van ser exigents i inquietants per a moltes samurais femenines a causa de restriccions greus. Sempre havien d'anar acompanyades d'un home, ja que no se les permetia viatjar soles. A més, havien de disposar de permisos específics en els que figuressin els seus negocis i motius. Les dones samurais també solien ser assetjades per part dels funcionaris que controlaven els punts de control i d'inspecció.

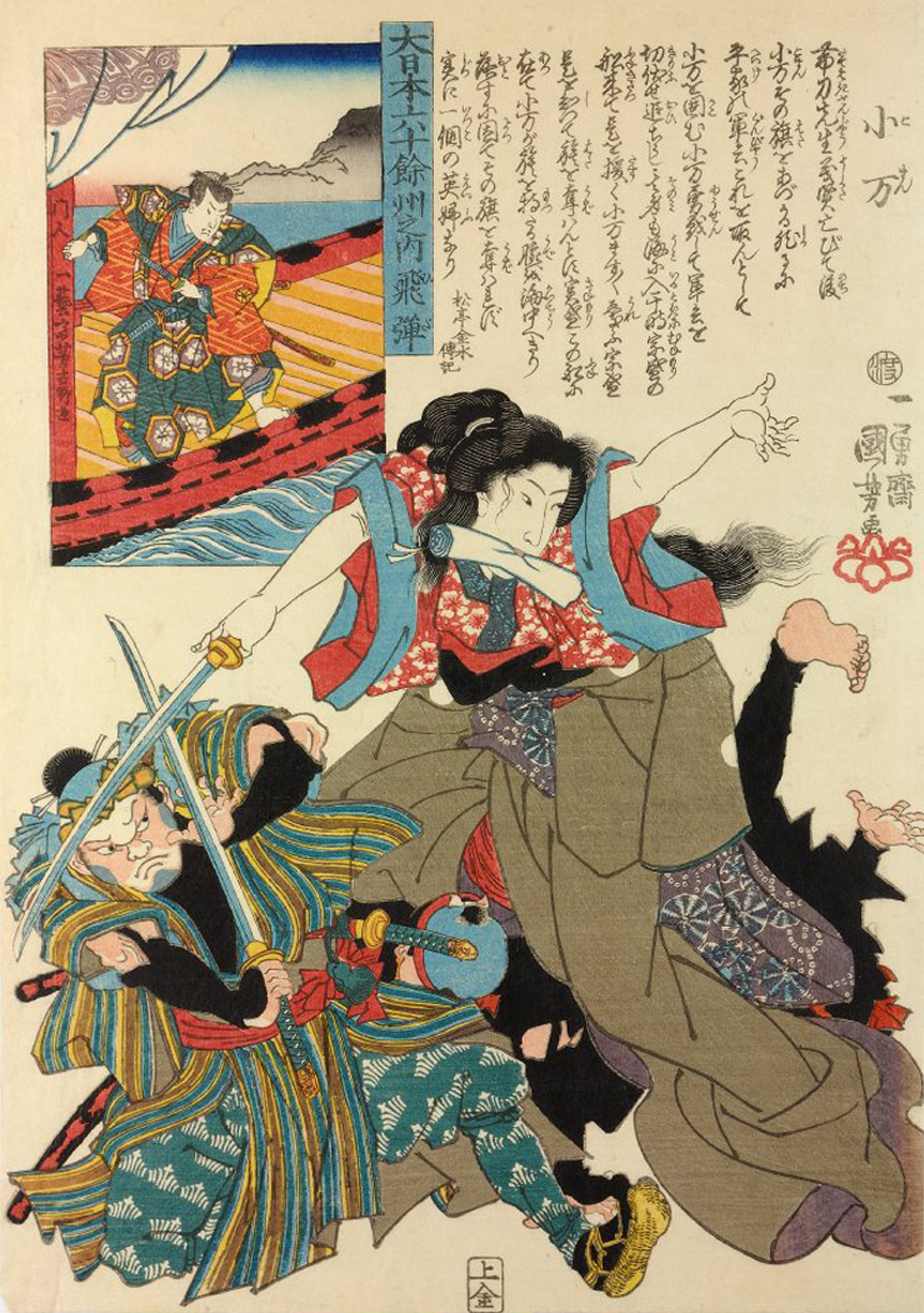
Practicant de Kenjutsu (espadatxina) en un duel.

L'inici del segle xvii va suposar una transformació important en l'acceptació social de les dones al Japó. Molts samurais veien les dones només com a portadores de nens; ja no era concebible el concepte de dona com a companya adequada per a la guerra. La relació entre un marit i una dona podria estar relacionada amb la d'un senyor i el seu vassall. "Habitualment, els marits i les esposes no dormien junts. El marit visitaria la seva dona per iniciar qualsevol activitat sexual i després es retirava a la seva habitació".
Tot i que les dones van aprendre exclusivament tècniques de maneig de Naginata, algunes van trencar amb el tradicionalisme i van aprendre diferents tècniques com  Kenjutsu.  Sasaki Rui i Nakazawa Koto són exemples de dones que es van fer destacades espadatxines en el període Edo. Durant aquest temps, les escoles de  kenjutsu  dirigides per dones es fan habituals, tot i que tradicionalment el lideratge d'aquestes escoles s'hereta a través del pare.
El 1868, durant la batalla d'Aizu, Nakano Takeko, membre del clan Aizu, va ser reclutada per liderar del cos de les Jōshitai  (娘子 隊  exèrcit femení ). que es va enfrontar a 20.000 soldats de l'exèrcit imperial japonès del Domini Ōgaki. Amb un gran entrenament en l'ús de la naginata, Takeko i el seu cos d'uns 20 efectius es van unir a 3.000 samurais d'Aizu en batalla. La Hōkai-ji a Aizubange, província de Fukushima, conté un monument erigit en el seu honor. Menys celebrats, però no menys destacables serien els esforços de Yamamoto Yaeko, Matsudaira Teru i Yamakawa Futaba, que van lluitar en la defensa del castell d'Aizuwakamatsu durant la Batalla de Aizu. Yaeko seria, després, una de les primeres líders civils pels drets de les dones al Japó.

## Altres recursos
- Szczepanski, K. (2009). Samurai Women of Japan. Library of Congress Prints Collection. About.com: Asian History. 3 December 2009.
- Beasley, W. G. (1999). The Japanese Experience: A Short History of Japan. University of California Press.
- Amdur, Ellis. (2009). Women Warriors of Japan: The Role of Arms-Bearing Women in Japanese History. Koryu Books, 2009.
- Jansen, Marius B. (2000) The Making of Modern Japan. The Belknap Press of Harvard University Press 2000
- Yamakawa Kikue; trans Nakai, Kate Wildman (2001) Women of the Mito Domain: Recollections of Samurai Family Life. Stanford University Press 2001